# Синдром Барттера
Синдро́м Ба́рттера (но́рмотензи́вный ги́перальдостерони́зм, неонатальный синдром Барттера) — форма гиперальдостеронизма с гиперплазией юкстагломерулярного аппарата почек и резистентностью к сосудосуживающему действию ангиотензина II, обусловленной внешними (вторичными) нарушениями передачи сигнала ангиотензина II.

## История
Синдром назван в честь доктора Фредерика Барттера, который вместе с доктором Pacita Pronove первым описал его в 1960 году и нескольких пациентов в 1962 году.

## Характеристика синдромов Барттера и Гительмана
Синдромы характеризуется гипокалиемией, нормальным или пониженным артериальным давлением, и наличием гипохлоремического метаболического алкалоза.

### Псевдо-синдром Барттера
Псевдо-синдром Барттера (Pseudo-Bartter’s syndrome) — симптомокомплекс, имитирующий проявления аналогичные синдрому Барттера, однако не сопровождается характерными генетическими дефектами и проявляется кистозным фиброзом, а также развивается на фоне злоупотребления слабительными средствами, диуретиками, намеренного вызывания рвоты

## Этиология

Синдром Барттера наследуется по аутосомно-рецессивному типу.

Тип наследования аутосомно-рецессивный, андротропизм. Синдром вызывают мутации генов, кодирующих белки, обеспечивающие транспорт ионов в почечных канальцах.
Синдром может быть разделён на различные подтипы в зависимости от мутировавшего гена:
| Название                                                                  | Тип синдрома Барттера | Мутация гена, кодирующего | Дефект                                              |
| Неонатальный синдром Барттера                                             | тип 1                 | NKCC2                     | Na-K-2Cl symporter                                  |
| Неонатальный синдром Барттера                                             | тип 2                 | ROMK                      | K+ каналы толстого восходящего колена петли Генле   |
| Классический синдром Барттера                                             | тип 3                 | CLCNKB                    | Cl- каналы                                          |
| Синдром Барттера с нейросенсорной тугоухостью                             | тип 4                 | BSND                      | Cl- channel accessory subunit                       |
| Синдром Барттера, ассоциированный с аутосомно-доминантной гипокальциемией | тип 5                 | CASR                      | activating mutation of the calcium-sensing receptor |
| Синдром Гительмана                                                        | -                     | SLC12A3 (NCCT)            | Sodium-chloride symporter                           |

## Патогенез
Первичное звено — потеря способности почек задерживать калий. Возможные причины: нарушение функции почечных канальцев, нарушение реабсорбции хлоридов в петле Генле (приводит к увеличению поступления натрия и воды в дистальные отделы канальца, где происходит секреция калия), гипомагниемия. Потеря калия ведёт к многочисленным метаболическим и гормональным расстройствам: нарушению транспорта веществ через клеточные мембраны, усилению продукции сосудорасширяющих простагландинов, снижение секреции альдостерона, повышение продукции простагландинов в почках.

## Клиническая картина
Первые признаки заболевания обычно проявляются в течение первого года жизни. Клинические проявления синдрома:
- адинамия,
- головная боль,
- полиурия,
- полидипсия (жажда),
- рвота,
- гипернатриемия,
- гипокалиемия,
- гиперальдостеронурия,
- алкалоз.

## Диагностика
Пренатальная диагностика — синдром Барттера можно заподозрить при многоводии.

## Лечение
Чувствительность к ангиотензину II повышается или полностью восстанавливается после нормализации объёма внеклеточной жидкости и при лечении ингибиторами простагландинсинтетазы (даже на фоне сохраняющейся гипокалиемии).
Пациентам рекомендуют диету, обогащённую калием и приём спиронолактона для уменьшения потери калия с мочой.